# Oberster Gerichtshof Pakistans

Emblem des Obersten Gerichtshofs von Pakistan. Die Inschrift lautet:
„So richte zwischen den Menschen in Gerechtigkeit“
(Koran 38:26)

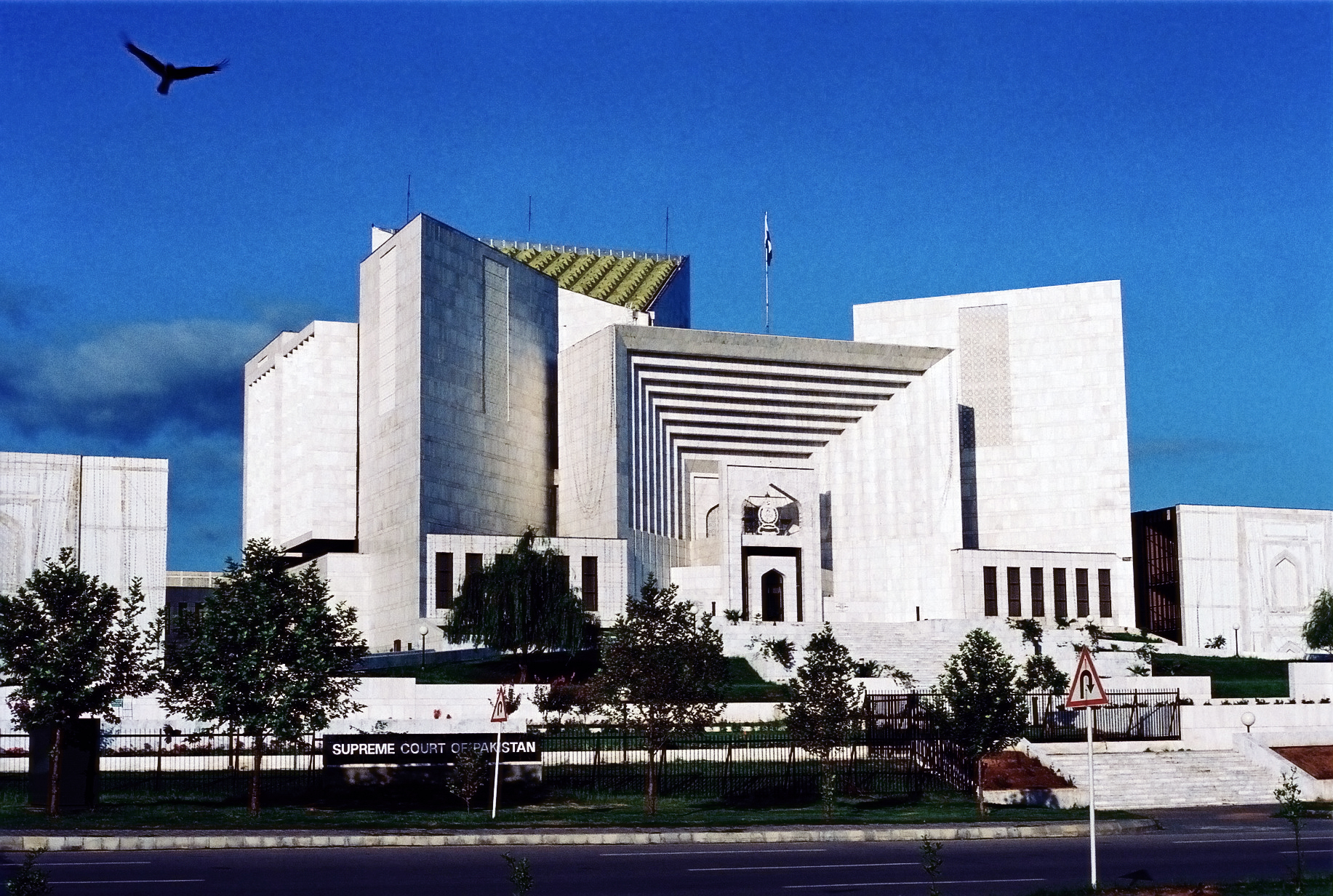
Gebäude des Obersten Gerichts

Der Oberste Gerichtshof Pakistans (Urdu عدالت عظمیٰ پاکستان DMG Adālat-e-Uzma Pākistān) ist das Höchste Gericht in der Justizhierarchie Pakistans. Der derzeitige Oberrichter ist seit dem 18. Januar 2019 Asif Saeed Khosa.
Der Oberste Gerichtshof hat seinen ständigen Sitz in Islamabad. Es hat auch eine Reihe von Außenstellen, wo Fälle angehört werden. Das Oberste Gericht hat eine Reihe von de jure-Befugnissen, wie es in der Verfassung ausgeschrieben ist. Mehrere Perioden von Militärputschen und Verfassungsaussetzungen hindurch hat sich der Oberste Gerichtshof auch als De-facto-Kontrolleur der Militärgewalt hervorgetan.
Dem Obersten Gerichtshof beigeordnet ist das international umstrittene Bundes-Schariagericht, das vom Militärdiktator Zia ul-Haq im Zuge der Reislamisierung mit den strengen Hudood Ordinances eingeführt wurde und alle Gesetze auf Konformität mit dem islamischen Recht überprüft.